# لوسيو كوستا
لوسيو كوستا (بالبرتغالية: Lúcio Costa) معماري برازيلي وأحد أكبر مهندسي القرن العشرين، قام بالمشاركة مع أوسكار نيماير بتصميم العاصمة برازيليا.

## روابط خارجية
- لوسيو كوستا على موقع الموسوعة البريطانية (الإنجليزية)
- لوسيو كوستا على موقع مونزينجر (الألمانية)
- لوسيو كوستا على موقع إن إن دي بي (الإنجليزية)